# Спондей
Спонде́й (грец. spondeios) — віршова стопа в античній версифікації, яка має два довгі склади (на чотири мори); у силабо-тонічній (при ямбах та хореях) зводиться до двох наголошених складів (——), виступаючи у віршовому рядку допоміжною стопою:
Вода суха і сіра. Але́ ві́ї
Примкнеш перед камінням у піску —
І раптом бачиш силу вод рвучку
Та різкість вітру, що над ними віяв (О. Ольжич).